# 1685년 잉글랜드 총선
연속으로 하원을 3번이나 해산시킨 찰스 2세는 그 후 죽을 때까지 의회를 다시 소집하지 않았고, 1685년, 결국 제임스 2세가 왕위에 오르고서야 새로운 의회가 소집된다.
결국 제임스 2세를 지지하던 토리당이 절대다수를 차지하였으나, 제임스 2세가 특면권을 행사하여 심사율을 무시하고 관용 선언을 다시 발표하여 가톨릭 교도에 관직을 주는 등 시대 착오적인 절대주의를 고집하자 토리당마저 등을 돌렸고, 제임스 2세는 의회 정회를 반복하다 결국 1687년 7월 2일 해산시킨다.

## 선거 결과
| 정당   | 의석 수 |
| ------ | ------- |
| 토리당 | 468석   |
| 휘그당 | 57석    |
| 합계   | 525석   |